# 戶戶送
户户送（英語：Deliveroo，中国大陆又译送饭袋鼠）是一個英國線上點餐外送公司，由美國籍臺裔人士許子祥和Greg Orlowski創建於2013年。現在Deliveroo已經在英國、法国、比利时、爱尔兰、意大利、新加坡、阿聯酋等地展開業務。

## 歷史
2013年，曾在摩根士丹利工作過的許子祥回想起「以前外派倫敦在深夜工作時鲜有外卖可点」的記憶，於是與兒時友人、目前是软件工程师的格雷格·奥尔洛夫斯基（Greg Orlowski）相約，一起創辦Deliveroo。
2016年，Deliveroo的銷售收入已經超過1.29億英鎊。同年2月，擔任戶戶送首席技術官的兒時友人雷格·奥尔洛夫斯基離職。
2020年4月6日，台灣時間，有用戶收到App通知，公司將於4月10日下午3時起暫停台灣的外送服務，劃下了在台灣營運1年半的休止符。
2025年3月10日，戶戶送宣佈將撤出香港，結束自2015年11月起於香港的業務。戶戶送香港區網站將會運行至同年4月7日下午3時，並已提名清盤人，部分資產將售予foodpanda。

## 爭議

### 在英國
戶戶送是眾多零工經濟公司的其中一種，這種商業模式在英國面臨法律挑戰。

## 外部連結
- 官方网站